# Cappella delle Nevi
La cappella delle Nevi è una chiesa cristiana che si trova nella base scientifica antartica di McMurdo. È il secondo edificio religioso più a sud del mondo.

## Culto
Al suo interno si svolgono regolarmente celebrazioni eucaristiche: in particolare la Air National Guard statunitense mette a disposizione un cappellano protestante e la diocesi di Christchurch un sacerdote cattolico.

## Storia
La cappella originaria, costruita da volontari, venne distrutta da un incendio il 22 agosto 1978. Al suo posto venne installata una capanna di fortuna, che venne usata per undici anni. Infine, nel 1989,  venne costruito l'attuale edificio.

## Galleria d'immagini

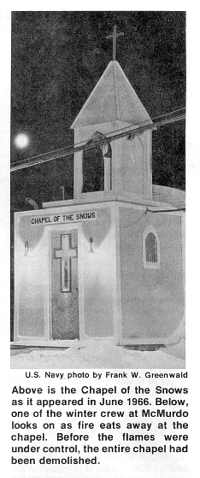
La prima cappella, distrutta nel 1978
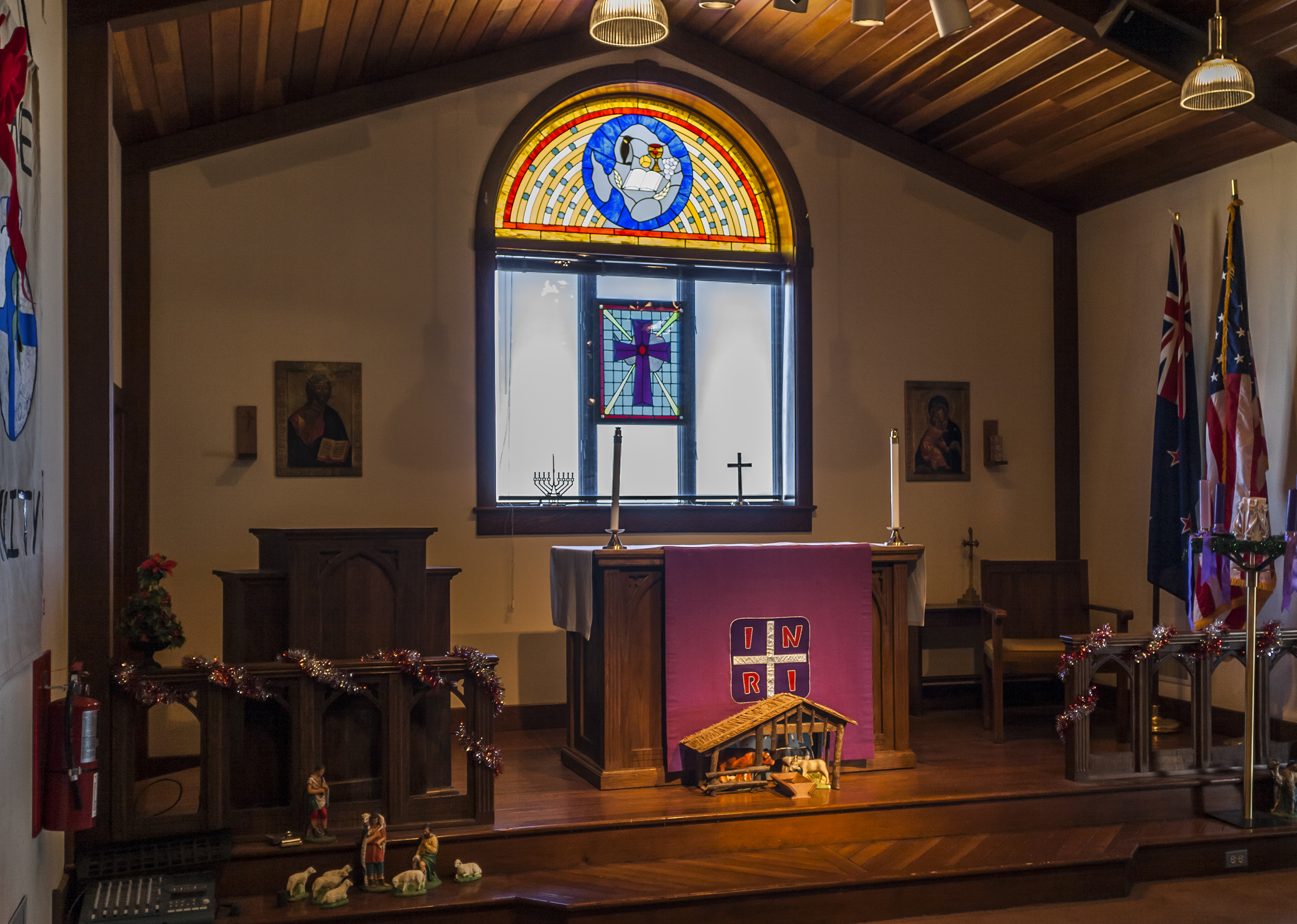
L'altare (2008)